# Дэйвс, Делмер
Де́лмер Ло́ренс Дэйвс (англ. Delmer Lawrence Daves; 24 июля 1904[…], Сан-Франциско, Калифорния — 17 августа 1977[…], Ла-Холья, Калифорния) — американский кинорежиссёр, сценарист и продюсер.

## Биография
Учась в Стэнфордском университете на адвоката, заинтересовался кинематографом. Работал бутафором на вестерне «Крытый фургон» (1923), техническим консультантом. Окончив университет, в 1928 году переехал в Голливуд. В 1930-е заявил о себе как успешный сценарист, изредка снимался в эпизодах. Наиболее успешные фильмы по его сценариям — «Окаменелый лес» (1936) и «Любовный роман» (1939). Режиссёр последнего, Лео Маккэри, в 1957 году снял почти идентичный фильм «Незабываемый роман» по тому же сценарию.
Режиссёрский дебют Дэйвса состоялся в 1943 году. Наибольшего признания достиг в жанре вестерн. Также ему принадлежит несколько заметных образцов[уточнить] стиля нуар.

## Избранная фильмография

### Режиссёр
- 1943 — Назначение — Токио / Destination Tokyo
- 1947 — Красный дом / The Red House
- 1947 — Чёрная полоса / Dark Passage
- 1949 — Спецотряд / Task Force
- 1950 — Сломанная стрела / Broken Arrow
- 1954 — Деметрий и гладиаторы / Demetrius and the Gladiators
- 1956 — Последний фургон /The Last Wagon
- 1957 — В 3:10 на Юму / 3:10 to Yuma
- 1958 — Отчаянный ковбой / Cowboy
- 1958 — Короли идут дальше / Kings Go Forth
- 1959 — Дерево для повешенных / The Hanging Tree
- 1961 — Сьюзан Слейд / Susan Slade
- 1962 — Римское приключение / Rome Adventure
- 1963 — Гора Спенсера / Spencer's Mountain
- 1964 — Молодой Хоук / Youngblood Hawke
- 1965 — Битва на вилле Фьорита / The Battle of the Villa Fiorita

### Сценарист
- 1943 — Солдатский клуб / Stage Door Canteen